# Stephan Eicher
Stephan Eicher (Münchenbuchsee, 17 augustus 1960) is een Zwitsers zanger en componist.

## Levensloop
Eicher werd geboren in het Zwitserse Münchenbuchsee vlak bij Bern. Eichers vader was een muzikant van Jenische afkomst, zijn moeder was afkomstig uit de Elzas. Op elfjarige leeftijd werd hij naar een internaat in het Berner Oberland gestuurd. Op 17-jarige leeftijd speelt hij in zijn eerste bandje, The Noise Boys. In 1979 leent een vriend hem zijn computer. Hij gebruikt deze om zijn eerste eigen songs te schrijven. 
In 1980 begint Eicher met zijn jongere broer Martin de band Grauzone. Aanvankelijk maakt hij Super 8-video's en foto's die tijdens concerten op de achtergrond worden getoond, later speelt hij synthesizer en gitaar. Grauzones album Eisbär kent vooral een behoorlijk succes in Duitstalige landen. In 1981 neemt Eicher zijn eerste album Stephan Eicher Spielt Noise Boys op met een dictafoon. In Frankrijk begint het succes van Eicher met de liedjes Two people in a room (van het album I tell this time) in 1986 en Combien de temps (van het album Silence) in 1988. Op het hoogtepunt van zijn carrière in 1991/1992 worden er 600.000 exemplaren van zijn cd Engelberg verkocht.  
Eicher zingt zijn liedjes in meerdere talen, waaronder Frans, Duits, Engels, Italiaans, Zwitserduits en Reto-Romaans. Soms gebruikt hij zelfs verschillende talen in hetzelfde nummer.
Tot zijn tekstschrijvers behoren Philippe Djian en Martin Suter. Muzikanten die met Eicher samenwerken zijn onder meer Manu Katché, Richard Lloyd, Goran Bregović en Claude Deppa.

## Discografie

### Met Grauzone
- 1980 : Grauzone
- 1981 : Eisbär
- 1998 : Die Surnrise Tapes

### Studioalbums
- 1980 : Spielt Noise Boys
- 1983 : Les Chansons bleues
- 1985 : I Tell This Night
- 1987 : Silence
- 1989 : My Place
- 1991 : Engelberg
- 1993 : Carcassonne
- 1996 : 1000 vies
- 1999 : Louanges
- 2003 : Taxi Europa
- 2007 : Eldorado
- 2012 : Rêveries
- 2012 : L'Envolée

### Livealbums
- 1994 : Non ci badar, guarda e passa
- 2004 : Tour Taxi Europa

### Verzamelalbums, ep's en filmmuziek
- 1982 : Souvenir
- 2001 : (Best Of) Hotel's
- 2002 : Monsieur N. (muziek van de film van Antoine de Caunes)
- 2009 : Traces (verzamel-cd)

- Biblioteca Nacional de España: XX5009969
- Bibliothèque nationale de France: cb13893610h (data)
- Gemeinsame Normdatei: 133714624
- International Standard Name Identifier: 0000 0000 8146 5344
- Library of Congress Control Number: no00059882
- MusicBrainz: 34101668-3a6e-4fb7-8a8e-8f6130cb9127
- Nationale Bibliotheek van Tsjechië: xx0166000
- Nationale Bibliotheek van Israël: 987012502605205171
- Istituto Centrale per il Catalogo Unico: MODV645880
- SNAC: w6j10pzz
- Système universitaire de documentation: 122271076
- Virtual International Authority File: 66651597
- WorldCat: E39PBJc7RjHvVrppTQ7pcMFVG3